# Гай Хостилий Манцин
Гай Хостилий Манцин (на латински: Gaius Hostilius Mancinus) e политик на Римската република през 2 век пр.н.е.

## Биография
Произлиза от фамилията Хостилии и е син на Авъл Хостилий Манцин (консул 170 пр.н.е.). Вероятно е брат на Луций Хостилий Манцин (консул 145 пр.н.е.).
През 140 пр.н.е. Хостилий Манцин става претор. През 137 пр.н.е. е избран за консул заедно с Марк Емилий Лепид Порцина. Колегата му Лепид Порцина е изпратен в Далечна Испания, a той е изпратен в провинция Близка Испания. В неговия щаб е като квестор и Тиберий Семпроний Гракх.
След пристигането му Манцин поема командването от Марк Попилий Ленат и напада град Нуманция. След няколко неуспехи, той трябва да сключи с нуманците foedus, който не е приет от сената и населението. Манцин и офицерите му трябва да се защитават пред сената. След неуспешната му защита, той предлага да се предаде в Нуманция, за да се развали договора. Нуманците обаче не го приемат, когато той гол и с вързани отзад ръце, стои пред вратите на града. Римляните водят по-нататък война с Нуманция, а Манцин е изгонен от сената. Повече никой от Хостилиите не успява да бъде приет в сената.